# دائريات الدروز
دائريات الدروز أو اشيزا (الإسم العلمي:Cyclorrhapha)، هي أصناف من الحشرات تتبع مجموعة ذبابة السروء.